# Ногинский сельсовет (Красноярский край)
Ногинский сельсовет — административно-территориальная единица, выделявшаяся в составе Илимпийского района Эвенкийского автономного округа Красноярского края.

## История
Информация о времени образования сельсовета разнится. Один и тот же источник указывает:
- «… С 1934 года Эвенкийский национальный округ являлся составной частью Красноярского края и состоял из трёх районов: Илимпийского, Байкитского и Тунгусско-Чунского и 17 сельских советов: Нидымский, Учамский, Тутончанский, Ногинский, Кислоканский, Экондинский, Чириндинский, Ессейский, Ванаварский, Стрелковский, Чемдальский, Муторайский, Байкитский, Куюмбинский, Ошаровский, Полигусовский, Суломайский»;
- «До 1951 года п. Ногинск находился в административном подчинении Тутончанского кочевого Совета. В марте 1951 года исполком Эвенкийского окружного Совета депутатов трудящихся выступил с ходатайством перед Президиумом Верховного Совета РСФСР об образовании рабочего посёлка Ногинск с местным поселковым Советом, подчинив его Илимпийскому районному Совету депутатов трудящихся (решение исполкома Эвенкийского окружного Совета депутатов трудящихся от 16.03.1951). Согласно справки о населённом пункте Ногинск Илимпийского района ЭНО Красноярского края на 01 марта 1951 г. количество населения всего составляло 340 человек. На данной территории располагался Ногинский графитовый рудник с годовой добычей 25-30 тысяч тонн графита. Рудник в своём хозяйстве имел электростанцию, мощностью 6 100 кВт, механическую мастерскую, геолого-буровое хозяйство, вёл добычу каменного угля для внутреннего потребления, водный и конный транспорт. Имелась пристань Госпароходства, аэродром, метеостанция. Имелся жилищный фонд 1 700 кв. метров, принадлежащий руднику и частично ведомствам и службам. Имелась электроэнергия,

внутренняя телефонная связь, постройки рудника типовых проектов. Больница на 10 коек, амбулатория, начальная школа, радиотрансляционный узел, клуб на 100 мест, библиотека, стационарная киноустановка, баня, магазин, ларёк и продовольственно-товарные склады сезонного хранения. Впервые упоминается в документах исполнительного комитета Ногинского сельского Совета депутатов трудящихся 1964 года как исполнительный комитет Ногинского сельского Совета депутатов трудящихся Илимпийского района Красноярского края. Председателем исполкома значился С. М. Ахмадеев».
10 января 1992 года сельсовет был упразднён и была образована местная администрация посёлка Ногинск.
Законом Эвенкийского автономного округа от 07.10.1997 № 63 вместо упразднённого Ногинского сельсовета была утверждена территориальная единица сельское поселение село (с 2002 года посёлок) Ногинск.
Сельсовет выделялся как единица статистического подсчёта до 2002 года.
В ОКАТО сельсовет как объект административно-территориального устройства и посёлок выделялись до 2011 года.

## Состав
| № | Населённый пункт | Тип населённого пункта          | Население |
| - | ---------------- | ------------------------------- | --------- |
| 1 | Ногинск          | посёлок, административный центр |           |

22 ноября 2006 года посёлок был упразднён.